# NGC 3991
NGC 3991 је галаксија у сазвежђу Велики медвед која се налази на NGC листи објеката дубоког неба.
Деклинација објекта је + 32° 20' 8" а ректасцензија 11h 57m 30,7s. Привидна величина (магнитуда) објекта NGC 3991 износи 13,0 а фотографска магнитуда 13,6. NGC 3991 је још познат и под ознакама UGC 6933, MCG 6-26-60, CGCG 186-73, IRAS 11549+3237, KCPG 311A, HARO 5, KUG 1154+326, ARP 313, VV 523, PGC 37613.